# Outrageous!
Pour plus de détails, voir Fiche technique et Distribution.
Outrageous! est un film de comédie canadien, réalisé et écrit par Richard Benner, sorti en 1977, avec Craig Russell dans le rôle du travesti Robin Turner et Hollis McLaren comme Liza Conners, sa colocataire schizophrénique.
Le film est basé sur Making It, un court récit de Margaret Gibson tiré de son recueil The Butterfly Ward (1976).
Outrageous! est l'un des premiers films à thème gay à bénéficier d'une sortie en salles généralisée en Amérique du Nord. Le film a inspiré une suite, Too Outrageous!, sortie en 1987.[réf. nécessaire]
Une adaptation en comédie musicale est produite par Canadian Stage en 2000.

## Fiche technique
- Titre original : Outrageous!
- Réalisation : Richard Benner
- Scénario : Richard Benner, d'après le court récit de Making It de Margaret Gibson
- Direction artistique : Karen Bromley
- Photographie : James B. Kelly
- Son : David Appleby
- Montage : George Appleby
- Musique : Paul Hoffert
- Production : William T. Marshall, Peter O'Brian, Henk Van der Kolk
- Société de production : Film Consortium of Canada
- Budget : 165 000 $
- Pays d'origine : Canada
- Langue originale : anglais
- Format : couleur
- Genre : comédie
- Durée : 100 minutes
- Dates de sortie :
  -  États-Unis : 31 juillet 1977
  -  Allemagne de l'Ouest : février 1978 (Berlinale)

## Prix et récompenses
- Berlinale 1978 : Ours d'argent du meilleur acteur : Craig Russell

## Distribution
- Craig Russell : Robin Turner
- Hollis McLaren : Liza Connors
- Richert Easley : Perry
- Allan Moyle : Martin
- David McIlwraith : Bob
- Gerry Salsberg : Jason
- Andrée Pelletier : Anne
- Helen Shaver : Jo
- Martha Gibson : Nurse Carr
- Helen Hughes : Mrs. Connors
- Jonah Royston : le docteur Beddoes
- Richard Moffatt : Stewart
- David Woito : Hustler
- Rusty Ryan : Jimmy
- Trevor Bryan : Miss Montego Bay
- Jackie Loren : Jackie Loren
- Michael Daniels : Performer in Gold
- Michael Ironside : Drunk (comme Mike Ironside)
- René Fortier : Manatee DJ
- Maxine Miller : Peggy O'Brien
- Michel : Performer in Pink
- Brent Savoy : Bob's Friend
- Aaron Schwartz : le propriétaire du New York Club (non crédité)
- Gregory Terlecki : spectator Club Manatee Show (non crédité)